# ぼくが天使になった日
『ぼくが天使になった日』（Bruno）は、1999年製作のアメリカ映画で、日本では2001年6月9日に公開された。本作は、変わり者の少年がいじめられながらも自分の信念を貫き通し、徐々に周りの人々の見方をも変えていく姿を温かく描く。

## 概要
ハリウッドを代表する大女優の一人で宗教家でもあるシャーリー・マクレーンの初監督作品で、彼女が10年来温めてきたオリジナルストーリーによるファンタジー・ドラマ作品。
作中では主人公の男の子が女装しているが、LGBT映画とは異なる。

## あらすじ
ニューヨークのカトリック系学院（日本で言う小学校）に通うブルーノは、言葉が好きな男の子。ブルーノは近々学院で開かれる、英単語のスペルを暗唱する「カトリック・スペリング大会」（以下、スペリング大会）の予選出場を楽しみにしている。しかし女々しい性格のブルーノは男子からいじめに遭っており、以前から天使の夢を見ていた彼は天使に憧れていた。
ブルーノの母・アンジェラは息子を愛していたがトラブルメーカーで、学院長や地元住民とよく揉め事を起こしていた。アンジェラの元夫で警察官のディノは、彼女が車で事故を起こしかけたと聞いて自宅に注意しに来る。しかしディノは、アンジェラに女の子の服を着せられたブルーノを見て、子育てを巡って元妻と口論になる。ある日自宅で遊びで女装したブルーノはその格好で外に出るが、不注意で車にはねられてしまう。
ブルーノが緊急搬送された病院の待合室にアンジェラ、ディノ、ディノの母・ヘレンも駆けつけ、幸い彼は大事に至らなかった。しかし医師からブルーノが女装姿で搬送されたことを聞かされたディノは頭を抱え、冷たい対応でその場を後にする。治療中に薄桃色の布を身に纏う天使の夢を見たブルーノは、退院後にアンジェラに薄桃色のドレスを買ってもらう。
後日、「スペリング大会」の予選が開かれ、制服姿の生徒たちがステージに上がる中、薄桃色のドレスを着たブルーノが現れて周りをざわつかせる。学院長から服装を注意されるブルーノだが、「このドレスは僕にとって自己表現。ローマ教皇だって男だけどドレス（ローブ）を着ている！」と主張する。予選出場を許可されたブルーノは優勝し、学院の代表として翌月のスペリング大会の地区大会に駒を進める。
実はアンジェラは、ディノとの離婚が原因で過食症と情緒不安定になっており、彼の現恋人との婚約話を聞いた彼女はショックで倒れてしまう。アンジェラが1週間入院することになり、ヘレンはディノにブルーノの面倒を見るよう告げる。しかしディノは子供時代にヘレンとの親子関係がこじれていたため世話を拒否し、ヘレンがブルーノを預かることに。翌日ヘレンはブルーノに女装の理由を尋ねると、「ドレスは僕に勇気と力を与えてくれる。誰に何を言われても構わない」と聞き、孫の意思を尊重し始める。
ヘレンはディノから子供時代に彼女から女々しいと言われて傷ついた過去をぶつけられ、反省する。一方自己を顧みたアンジェラは元夫への執着を辞めることを決め、身も心も元気を取り戻す。退院後アンジェラはヘレンと共に、ブルーノが参加するスペリング大会用のドレス制作に取り掛かる。その後ブルーノは、ドレスを着てマンハッタン地区大会、ニューヨーク州大会に出場して優勝を重ね、スペリング全米大会に出場を決める。その間、ブルーノは「女装した男の子が優勝」と新聞で報じられて世間の注目を集め、ディノも息子のことが気になっていた。
全米大会を迎え、客席でアンジェラ、ヘレン、ディノが見守る中、他の出場者やブルーノがそれぞれスペルを暗唱する。最後まで正答し続けたブルーノの優勝が決まり、アンジェラたち観客から祝福される。ディノはブルーノに父親として向き合えなかったことを謝り、ヘレンとも和解する。数日後、優勝の副賞でローマに訪れたブルーノは白いドレスを纏い、ローマ教皇との初対面で笑顔を見せるのだった。

## カトリック・スペリング大会
作中で行われるカトリックの学校に通う小学生を対象とした、英単語のつづりを暗唱する大会。まず各学校で予選大会が行われ、優勝者はその後行われる地区大会、州大会、最終的にワシントンで開かれる全米カトリック・スペリング大会への出場権を獲得する。全米大会の優勝者にはローマ、バチカン市国への招待チケットが贈られ、ローマ教皇と2人だけで会話をする機会が与えられるというもの。
大会では、出場者はステージ奥に並べられたイスに座り、自分の答える番が来たら中央のマイクの前に立つ。審査員であるシスターから課題となる単語の音読と意味を告げてもらい、出場者が単語のつづり（アルファベット）を口頭で答える。追加情報が必要な場合は、単語の起源（ラテン語など）や例文を伝えてもらうことが可能。出場者は一文字でも間違えると不合格となり、ステージ上から退場する。正解者は自身の席に戻り、最後の一人になるまで出題と回答が続けられる。

## キャスト
ブルーノ・バタグリア
演 - アレックス・D・リンツ
ニューヨーククイーンズ在住で、カトリック系学院の生徒。8歳。単語が好きだが、気弱で女々しくちょっと変わった所があることから、同じクラスの男子たちから日常的にいじめられている。髪型は男の子にしては少し長めで、耳が隠れるほどの長さがあるが、本人は「女になりたいわけではない」とのこと。運動が苦手だが、母・アンジェラの勧めで学院の男子も所属するアイスホッケーチームの練習に渋々通っている。以前から天使の夢を見ており、天使や天国に憧れている。本人の好みか母親の好みかは不明だが、自宅の階段の壁と自身が着るネグリジェは、青い空と白い雲の柄をしており、自室には天使のぬいぐるみを所有している。
趣味は辞書を読むことで、特に自室にある分厚い「ランダムハウス大辞典」を愛読している。このため子供ながらに難しめな英単語のつづりをたくさん知っている。化粧品、スカートやドレス全般（一般的な女性用のものからローブや民族衣装など男性用も含めて）に憧れている。作中の天使の着る布に似た薄桃色のドレスについて本人は「聖なる衣」と称し、「天使が、僕に勇気と力を与えるためにこの服をくれた」と認識している。将来の夢は、言語学者。
アンジェラ・バタグリア
演 - Stacey Halprin
ブルーノの母。34歳。普段は、自宅でドレス製作の仕事をしている。結婚当時は標準体型だったが、現在は食べることが大好きでかなりの肥満体型をしており、ブルーノからも健康面を心配されている。愛車は、1970年製の黄色いオープンキャデラックで、ナンバープレートは「DIVA」。ディノの影響を受けて、自宅で時々オペラを聞いている。
ディノとは既に離婚しているが、今でも彼に未練を持っており色々と彼の気を引こうとしたり、彼の現恋人・ドナに挑発的な対応をしている。ブルーノに対しては息子想いな性格だが、派手好きで気が短いためちょっとしたことでヒステリックになることがあり、身近な地元の人たちからは煙たがられている。実は離婚後から過食症となり、情緒不安定となった。後日、軽い心臓発作で倒れ、1週間入院する。退院後はスペリング大会に出場するブルーノのためにドレスの製作をしながら、息子の活躍を応援する。
ヘレン
演 - シャーリー・マクレーン
ブルーノの祖母。ディノの母。理髪店を営んでいた夫亡き後、店を継いで一人で暮らしている。男の子には男らしく育ってほしいとの考えを持っており、子供時代のディノにも比較的厳しく接していた。アンジェラとの嫁姑の関係は良くも悪くもないが、ここ最近はアンジェラが地元でトラブルを起こしているためやや距離を置いている。アンジェラの入院中にブルーノを預かり、男らしくなってほしいと願う。その後スペリング大会ではブルーノのマネジャー的存在となり、マスコミ対応など孫を積極的に支える。
ディノ
演 - ゲイリー・シニーズ
ブルーノの父。アンジェラの元夫。警察官。自身の所属部署は、ブルーノが所属するアイスホッケーのチームのスポンサー。性格は繊細な所があり、女々しかった子供時代を思い出しては落ち込むこともある。気弱なブルーノに過去の自分を重ねていたり、アンジェラが地元でよくトラブルを起こすことで、自身も恥をかかされることを快く思っていない。また、子供の頃にヘレンとの親子関係に溝ができたこともあって、現在もヘレン、ブルーノ、アンジェラとの（元）家族関係に正面から向き合えないでいる。好きなものは、詩を読むこととオペラのレコードを聴くこと。
学院長
演 - キャシー・ベイツ
ブルーノが通う男女共学の「聖アントニオ・カトリックスクール」の院長。教職員であるシスターたちを取り仕切る。学院は規律厳しく、生徒たちに「心身強く育ってほしい」との考えで接している。ブルーノのいじめについても、「自分たちは手を尽くしている。彼の女々しい態度にも問題がある」と主張する。学校の風紀が乱れることや騒々しい人を嫌っており、何かと騒動になるブルーノやアンジェラを「面倒な母子」として、対応に頭を悩ませている。地域住民との交流目的のため、放課後に時々彼らを集めて学院主催のビンゴ大会を開いている。
シャニクア
演 - Kiami Davael
本作の冒頭で学院に転校してくる黒人の女の子。作中の学院では、唯一の黒人の生徒と思われ、ブルーノに「学院に黒人のシスターはいる？」、「今まで見た夢の中で黒人の天使はいた？」などと聞いている。ブルーノと同じクラスになり、転校早々出会った彼を気に入り、自分から声をかけて友達になる。カウボーイが好きで、学院でも赤いテンガロンハットをかぶり、「パン！」と音が鳴るおもちゃの拳銃を両手に持って過ごしている。明るいサバサバした性格でブルーノには優しいが、男勝りな所があり、ブルーノをいじめる男子たちや学院のシスターには強気な態度を取る。現在は父親は中国で単身赴任中（その後アフガニスタンで暮らすようになる）で、母親を既に病気で亡くしており、ヘアサロンを経営する兄と暮らしている。好きな食べ物は、スパゲッティ。好きな歌手は、ダイアナ・ロス。
エディー・マツェラッティ
演 - Lee Hughes
学院のブルーノと同じクラスの男子生徒で、いじめっ子グループのリーダー的存在。ブルーノと同じアイスホッケーチームに所属。同じクラスの男子生徒たちと共に、ブルーノに「頭でっかちの腰抜け！」などと悪口を言ったり、集団でのしかかるなどの身体的ないじめをしている。他にも年下の男の子をいじめたり、時々学校にやって来る肥満体型のアンジェラを罵倒したり、彼女の車に生卵を投げつけるなどしている。実は、父親がアンジェラ以上に肥満体型であることを恥ずかしく思っている。
ドロレス・トゥッチ
演 - ジェニファー・ティリー
化粧品や婦人服を扱う婦人洋品店の従業員。常連客のアンジェラと親しくしている。入荷したばかりのコロネーションピンク色のチークや口紅などの商品をアンジェラに試してもらう。続けてアンジェラに、ディノの現在の恋人・ドナが来店してコロネーションピンク色の化粧品を買って行ったことを伝える。後日、アンジェラに連れられたブルーノが、退院祝いとして薄桃色のドレス（聖なる衣）を買う。
ドナ・マリー
演 - ジョーイ・ローレン・アダムス
ディノの現在の恋人。ナイスバディな体型であることを自負している。ディノに未練があるアンジェラからは敵対心を持たれており、“あばずれ”呼ばわりされている。ビンゴ大会で鉢合わせしたアンジェラから挑発されたため、一悶着起こす。ブルーノとアンジェラがそれぞれ病院に運ばれた時は、渋々ディノに付き添って訪れている。作中でディノと婚約する。
ドラゴ夫人
演 - グウェン・ヴァードン
シャニクアが小遣い稼ぎに犬の散歩をする家の依頼人女性。デイビーと名付けた細身の大型犬を飼っている。自宅外に来たブルーノが、ディビーに驚いて大きな声を出したのを聞いて家の中から駆けつけ、ブルーノに「怖がらなくていいのよ」と声をかける。
Signorelli
演 - Dylan Hubbard
カプリッチ
演 - カイル・フィリップス
Buttucci
演 - ジョーダン・ペリー
シスター・デラ・ローザ
演 - ブレット・バトラー
シスター・コンソラータ
演 - Joanne Pankow
学院長から、「ブルーノを迎えにアンジェラが学院に来ても、院長室には近づけないで」と指示される。他のシスターに比べて優しいが気弱な性格。
シスター・テルマ
演 - Anita Muccia
シスター・メアリー・パーペチュア
演 - Lainie Kazan
詮索好きな、おせっかいな女性
演 - Derin Altay

## スタッフ
- 監督 - シャーリー・マクレーン
- 脚本 - デヴィッド・チミネーロ
- 製作 - ジュリア・パロウ
- 撮影 - ジャン・キーサー
- 編集 - ボニー・コフラー
- 音楽 - クリス・ボードマン